# Lacistophanes hackeri
Lacistophanes hackeri là một loài bướm đêm trong họ Geometridae.